# William Bell (naturalista)
William Bell (?-1793) foi um anatomista e naturalista britânico. Foi o primeiro a descrever o rinoceronte-de-sumatra. Bell estudou com John Hunter em Londres de 1778 a 1791, dissecando animais e desenhando esboços anatômicos. Terminando seus estudos foi designado cirurgião da Companhia das Índias Orientais, na estação de Bencoolen (Sumatra). Bell chegou a ilha nos primeiros meses de 1792, falecendo um ano após, em 1793.